# Dal'nerečensk
Dal'nerečensk (anche traslitterato come Dalnerechensk; in cinese, 伊曼) è una città della Russia siberiana orientale, amministrativamente compresa nel Territorio del Litorale; è situata sulla riva destra del fiume Ussuri in prossimità del confine cinese, circa 430 km a nord/nordest del capoluogo Vladivostok. È il capoluogo amministrativo del distretto omonimo.
Fondata nel 1894 con il nome di Iman, ricevette lo status di città nel 1917; il nome attuale risale al 1972.

## Popolazione
Fonte: mojgorod.ru
| 1917  | 1939   | 1959   | 1970   | 1979   | 1989   | 1996   | 2002   | 2007   |
| ----- | ------ | ------ | ------ | ------ | ------ | ------ | ------ | ------ |
| 5 000 | 13 900 | 25 400 | 28 200 | 31 300 | 33 596 | 39 700 | 30 092 | 28 600 |

## Geografia fisica

### Clima
Fonte: WorldClimate.com
- Temperatura media annua: 2,1 °C
- Temperatura media del mese più freddo (gennaio): −20,4 °C
- Temperatura media del mese più caldo (luglio): 21,1 °C
- Precipitazioni medie annue:[1] 644 mm